# Анльяк
Анлья́к (фр. Anlhiac) — коммуна во Франции, находится в регионе Аквитания. Департамент — Дордонь. Входит в состав кантона Иль-Лу-Овезер. Округ коммуны — Перигё.
Код INSEE коммуны — 24009.

## География

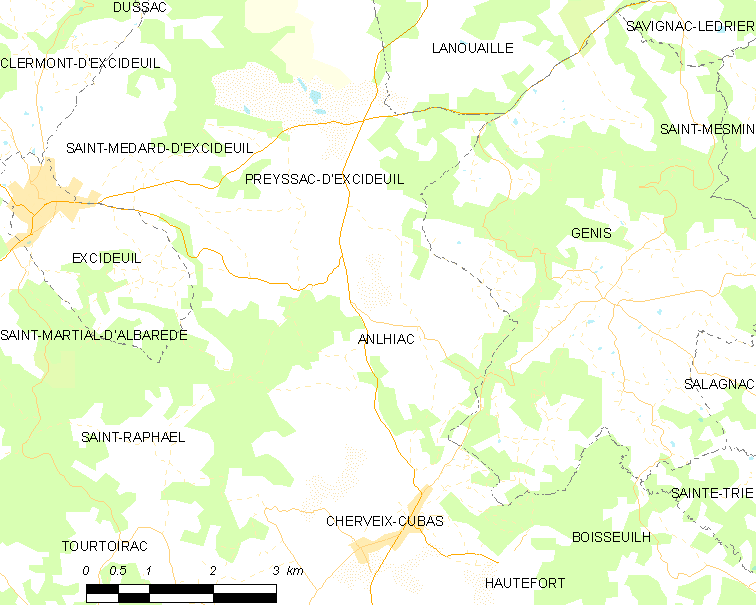
Карта коммуны

Коммуна расположена приблизительно в 410 км к югу от Парижа, в 145 км восточнее Бордо, в 36 км к северо-востоку от Перигё.
По территории коммуны протекает река Овезер.

### Климат
Климат умеренный океанический со средним уровнем осадков, которые выпадают преимущественно зимой. Лето здесь долгое и тёплое, однако также довольно влажное, здесь не бывает регулярных периодов летней засухи. Средняя температура января — 5 °C, июля — 18 °C. Изредка вследствие стечения неблагоприятных погодных условий может наблюдаться непродолжительная засуха или случаются поздние заморозки. Климат меняется очень часто, как в течение сезона, так и год от года.

## Население
Население коммуны на 2010 год составляло 290 человек.
| 1962 | 1968 | 1975 | 1982 | 1990 | 1999 | 2010 |
| ---- | ---- | ---- | ---- | ---- | ---- | ---- |
| 374  | 347  | 303  | 330  | 269  | 300  | 290  |

## Администрация
| Период | Период | Фамилия       | Партия                              | Примечания                       |
| ------ | ------ | ------------- | ----------------------------------- | -------------------------------- |
| 1977   | 2001   | Анри Фор      | Французская коммунистическая партия | генеральный советник (1988—2008) |
| 2001   | 2020   | Мишель Рубине | беспартийный                        | фермер                           |

## Экономика
В 2010 году среди 175 человек трудоспособного возраста (15—64 лет) 126 были экономически активными, 49 — неактивными (показатель активности — 72,0 %, в 1999 году было 68,0 %). Из 126 активных жителей работали 116 человек (62 мужчины и 54 женщины), безработных было 10 (5 мужчин и 5 женщин). Среди 49 неактивных 8 человек были учениками или студентами, 28 — пенсионерами, 13 были неактивными по другим причинам.

## Достопримечательности
- Церковь Св. Петра в оковах

## Фотогалерея

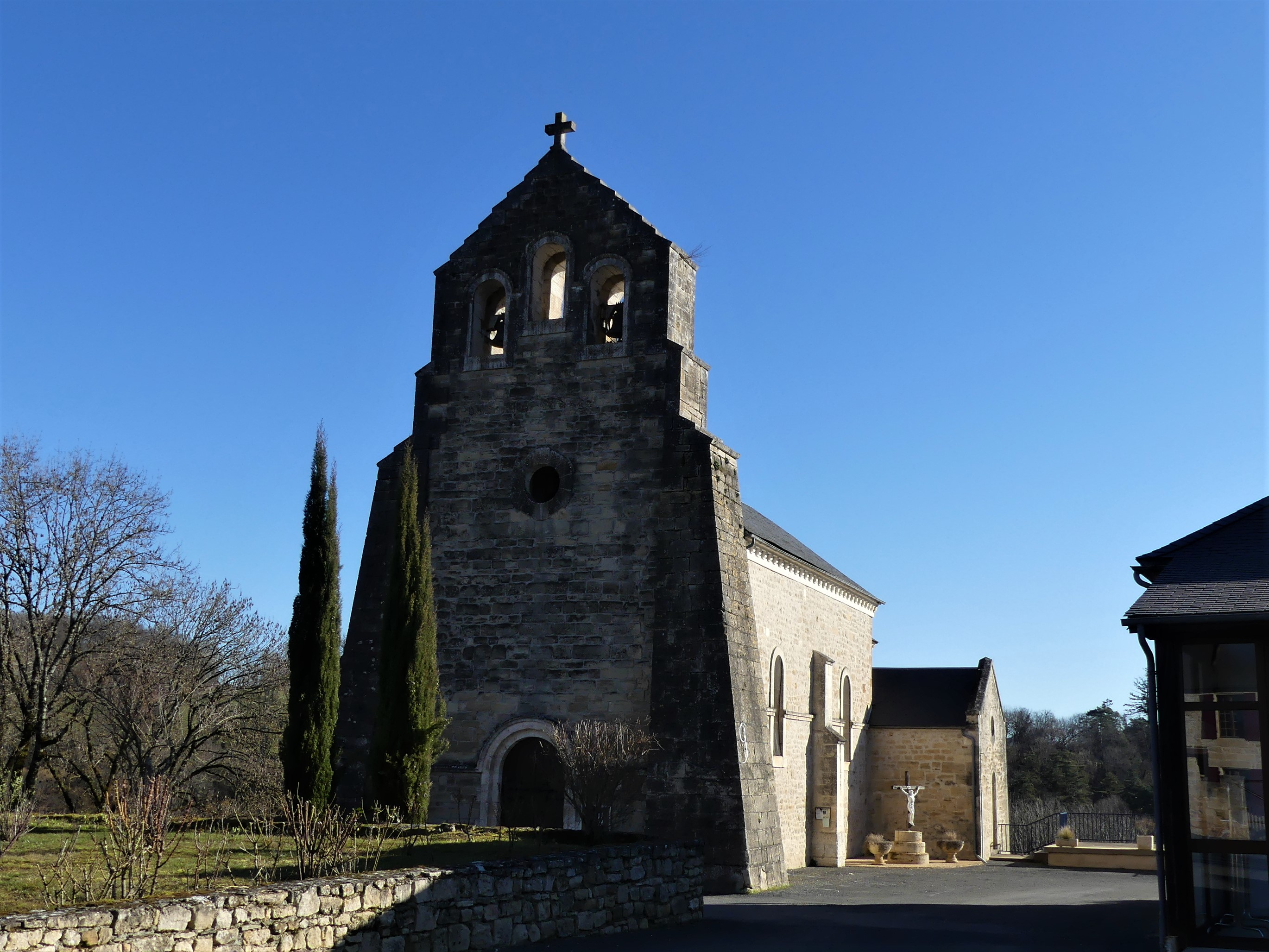
Церковь Сен-Пьер-Эс-Лиэнс
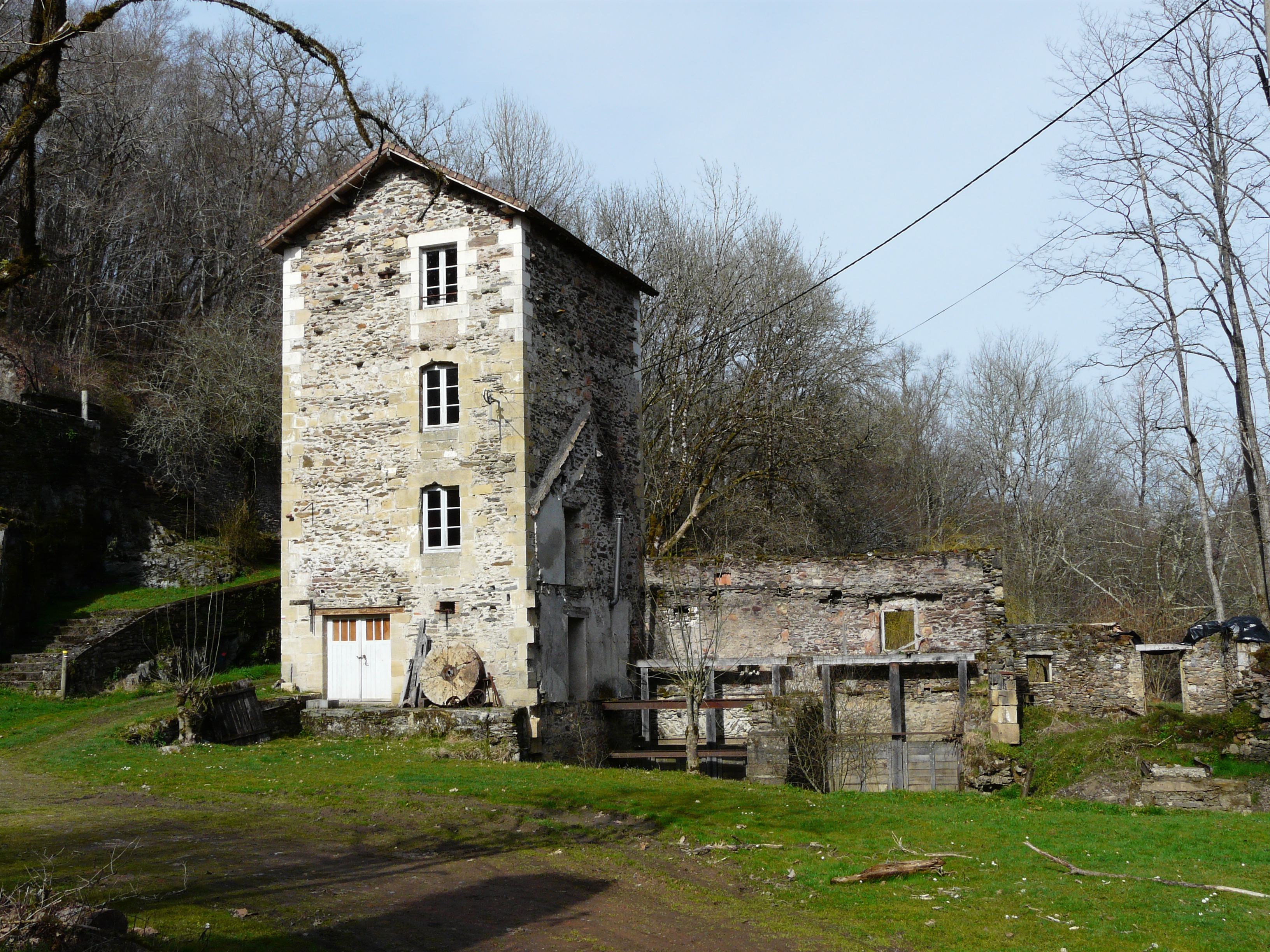
Водяная мельница Гимале
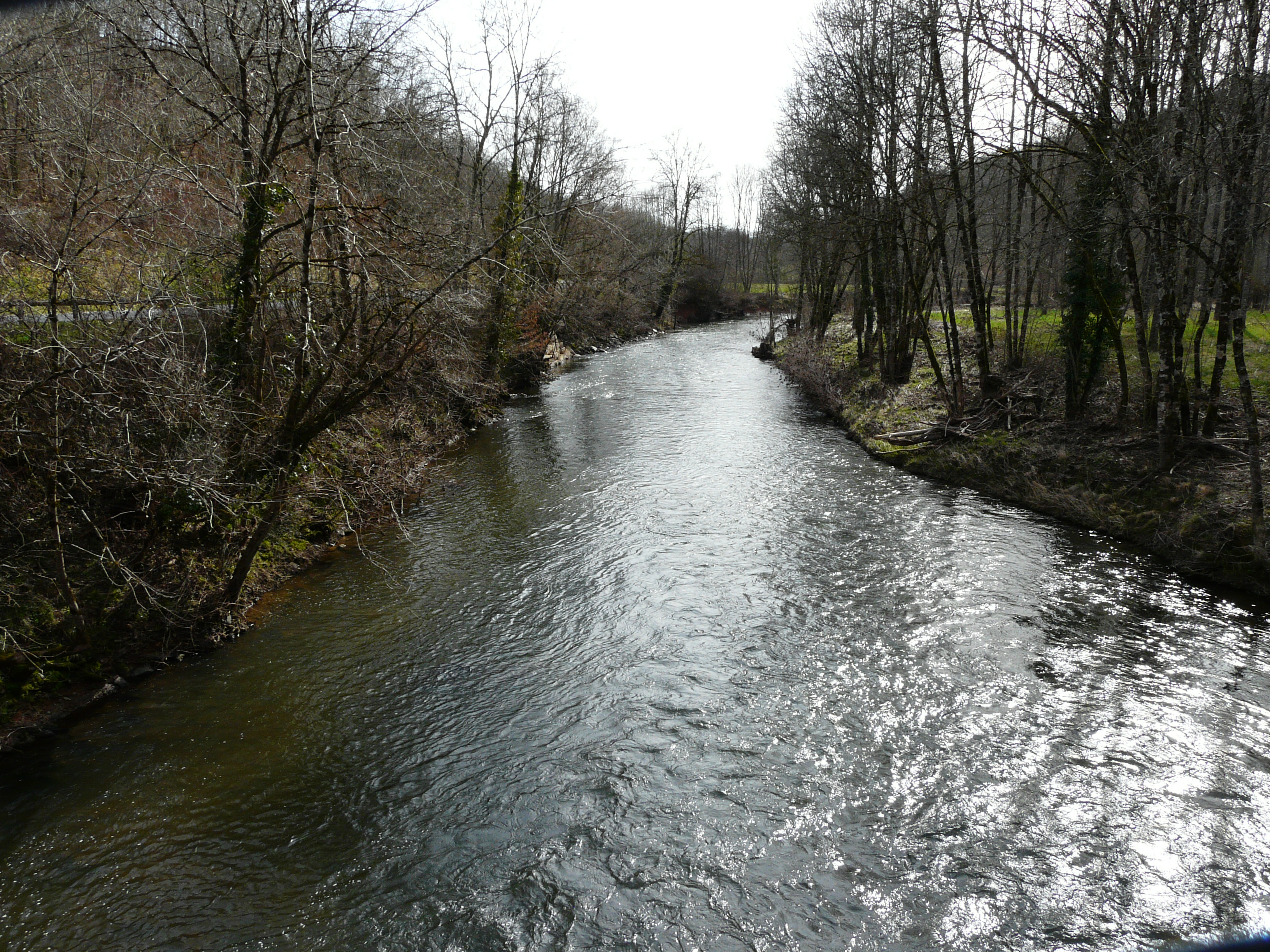
Река Овезер